# Descurainia bourgaeana
Descurainia bourgaeana (E.Fourn.) O.E.Schulz, es una especie de planta perteneciente a la familia de las brasicáceas.

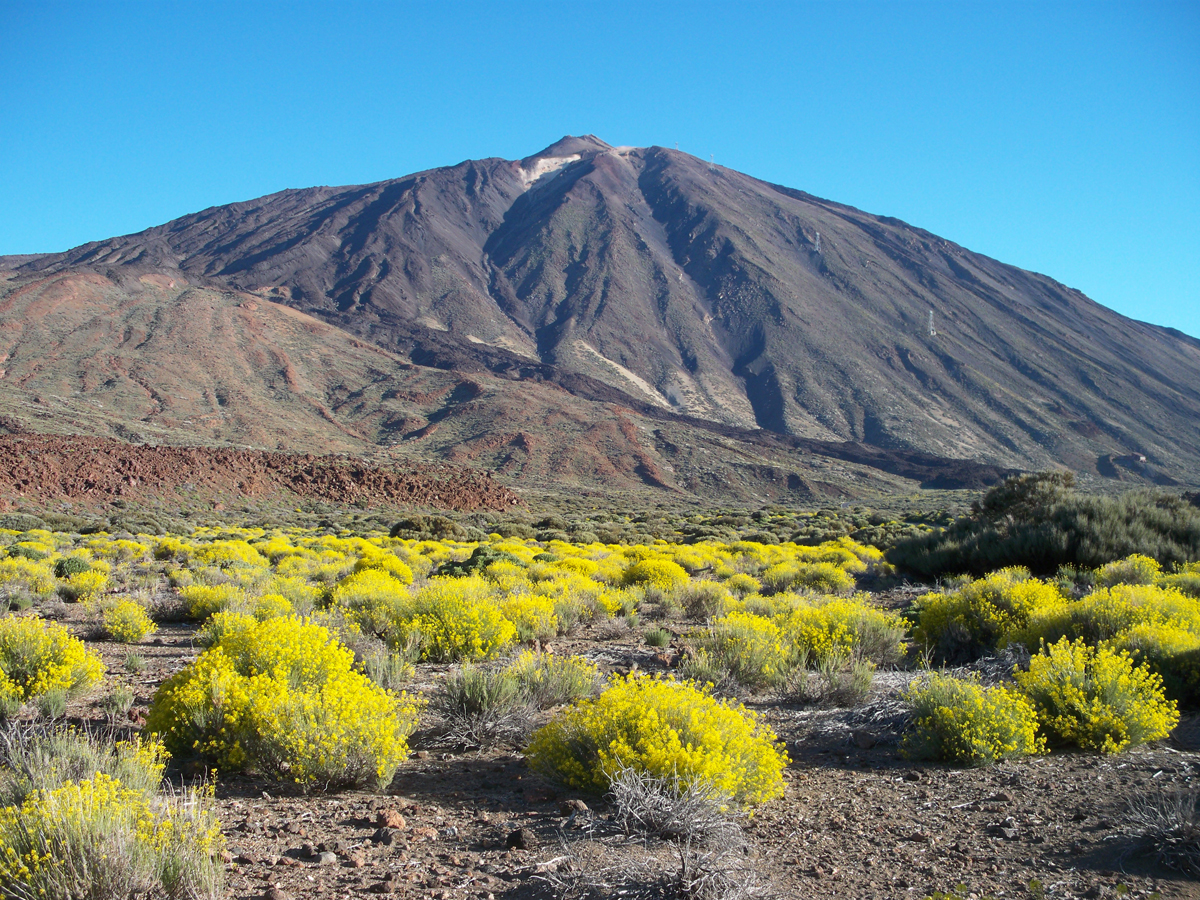
Cerca del Teide

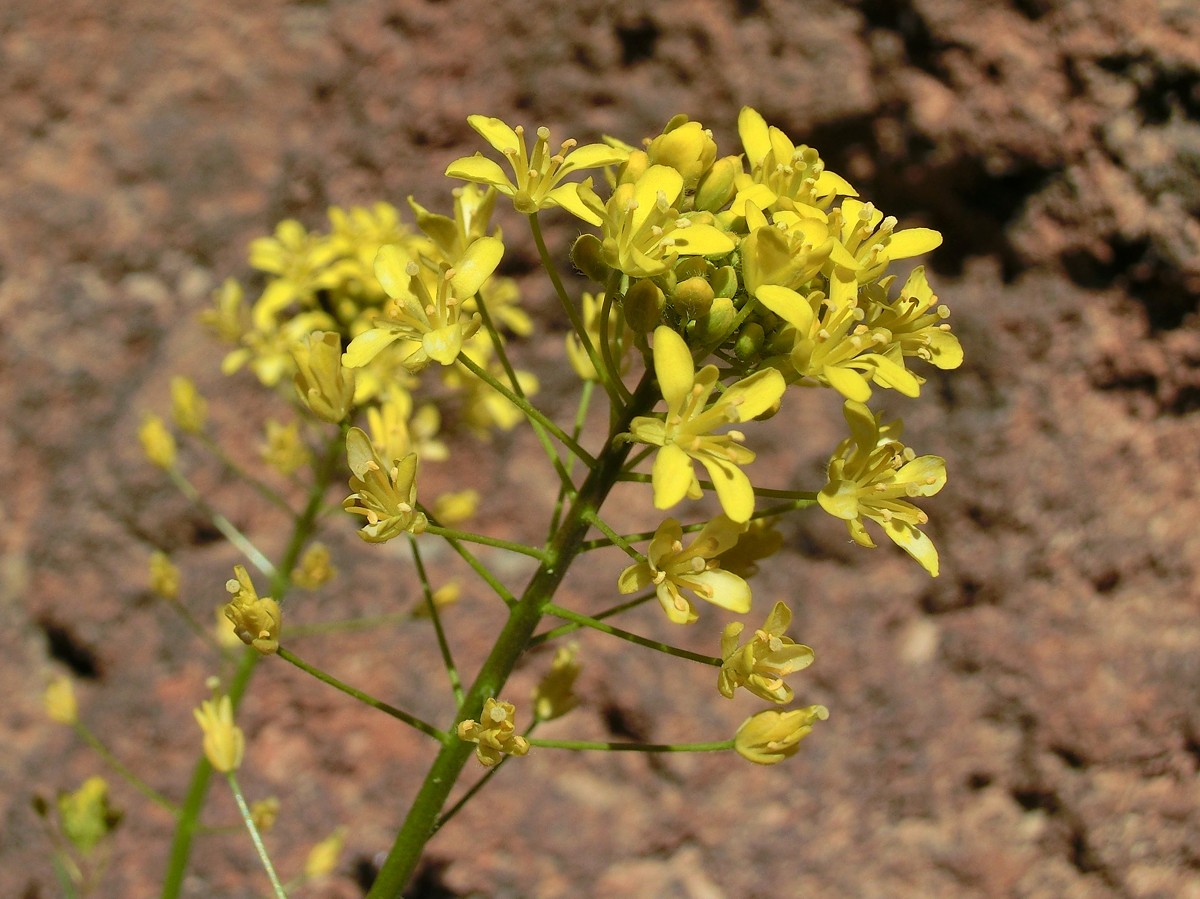

## Distribución geográfica
D.bourgeauana es un endemismo de Las Cañadas del Teide de Tenerife en las Islas Canarias.

## Características
Dentro del género se diferencia por sus hojas bipinnatisectas, con lóbulos linear-lanceolados, dentados en la punta y más o menos sésiles. Las silicuas son ascendentes y poseen 16 semillas y pedúnculos patentes.

## Taxonomía
Descurainia bourgaeana fue descrito por (E.Fourn.) Webb ex O.E.Schulz y publicado en Pflanzenr. (Engler) IV. 105(Heft 86): 345. 1924 [22 Jul 1924]
Etimología
Descurainia: nombre genérico dedicado a François Descuraine (1658-1740), farmacéutico francés.
bourgeauana: epíteto dedicado a Eugène Bourgeau (1815-1877), botánico francés que recolectó en Canarias. 
Sinonimia
- Hesperis bourgaeana (E.Fourn.) Kuntze
- Sisymbrium bourgaeanum E.Fourn. basónimo[2]

## Nombre común
Se conoce como "hierba pajonera".